# Карта, Мария
Мария Карта (итал. Maria Carta; 1934—1994) — итальянская певица и актриса.

## Биография
Родилась в 1934 году в городке Силиго на острове Сардиния в крестьянской семье. Собирая и исполняя традиционные песни родного острова, значительно увеличила популярность музыки Сардинии как в Италии, так и за пределами страны. Выступала на многих площадках Италии, в том числе в Римском оперном театре (1992), была популярна во Франции, где выступала на фестивале в Авиньоне (1980) и в Театре де ла Вилль, а также давала концерты во многих других странах, в том числе в США и СССР (в Большом театре (1975)). Кроме того, получила известность как актриса кино (снималась у Ф. Ф. Копполы и Ф.Дзеффирелли) и театра, выпустила сборник стихов «Canto rituale» (1975, переиздан в 2006). Была членом Коммунистической партии Италии. В течение многих лет жила в Риме, умерла там же в 1994 году.

## Награды
В 1985 году получила премию Тенко (присуждаемую ежегодно на Фестивале авторской песни в Сан-Ремо).
В 1991 году стала командором ордена «За заслуги перед Итальянской Республикой».

## Память
В 2001 году в Силиго создан Фонд Марии Карты, призванный развивать и пропагандировать музыку и культуру Сардинии. Фондом вручается «Премия Марии Карты». В том же Силиго находится музей Марии Карты, а в городе Сассари её именем назван парк.

## Дискография

### Синглы
- 1971 — Ninna nanna/Muttos de amore (Tirsu, TR 140)
- 1971 — Adiu a mama/Antoneddu Antoneddu (Tirsu, TR 141)
- 1971 — Trallallera corsicana/La ragazza moderna (Tirsu, TR 144)
- 1973 — Nuovo maggio/Funerale di un lavoratore (RCA, TPBO 1004)
- 1974 — Amore disisperadu/Ave Maria (RCA, TPBO 1083)
- 1975 — Diglielo al tuo Dio/Nuovo maggio (RCA, TPBO 1113)
- 1978 — No potho reposare/Ballada ogliastrina/Muttettu (Polydor, 2060 193)

### Пластинки
- 1971 — Sardegna canta (LP) (Tirsu, LIP 317)
- 1971 — Paradiso in Re (2 LP) (RCA, IL 00100-2; ristampa: TCL 1-1089)
- 1974 — Delirio. In s’amena campagna dilliriende (LP) (RCA, TPL 1-1002)
- 1974 — Dies Irae (LP) (RCA, TPL 1-1169)
- 1974 — Ave Maria (LP) (RCA, TCL1-1090)
- 1976 — Vi canto una storia assai vera (LP) (RCA Lineatre, TNL 1-3502)
- 1976 — La voce e i canti di Maria Carta vol. 1 (LP) (RCA)
- 1976 — La voce e i canti di Maria Carta vol. 2 (LP) (RCA, NL 33095)
- 1978 — Umbras (LP) (Polydor, 2448 078)
- 1980 — Haidiridiridiridiridinni (LP) (Polydor, 2448 106)
- 1984 — Maria Carta concerto dal vivo (MC) (Tekno Records, TKR MR 0036)
- 1981 — Sonos 'e memoria (2 LP) (Chante du monde)
- 1984 — Sonos 'e memoria (2 LP) (Fonit Cetra, APL-2020-2-1; ristampa dell’album precedente)
- 1992 — Chelu e mare (CD) (Music Of The World, CD 12506)
- 1993 — Le memorie della musica (CD) (Bubble, CDBLU-1842)
- 1993 — Muttos ‘e amore (CD) (Joker, 674104-mus)
- 1993 — Trallallera (CD) (Joker)
- 2002 — Sardegna canta (CD) (Aedo)

## Фильмография
- Иисус из Назарета (мини-сериал) — Марфа и Мария
- Крёстный отец 2 — мать Вито Корлеоне
- Каморрист
- Сиятельные трупы/ Cadaveri eccelenti Рози, Франческо